# Astragalus collinus
Astragalus collinus är en ärtväxtart som först beskrevs av William Jackson Hooker, och fick sitt nu gällande namn av George Don jr. Astragalus collinus ingår i släktet vedlar, och familjen ärtväxter.

## Underarter
Arten delas in i följande underarter:
- A. c. collinus
- A. c. laurentii